# Horizonte
Horizonte est une municipalité brésilienne de l’État du Ceará. En 2022, elle compte 74 754 habitants.

## Sport
La ville dispose de nombreuses installations sportives, parmi lesquelles le stade olympique Horácio Domingos de Sousa ou encore le stade Francisco Clenilson dos Santos, qui accueillent les matchs de la principale équipe de football de la ville, le Horizonte Futebol Clube.

## Source
- (pt) Cet article est partiellement ou en totalité issu de l’article de Wikipédia en portugais intitulé « Horizonte (Ceará) » (voir la liste des auteurs).